# Chatsworth (Illinois)
Chatsworth és una població dels Estats Units a l'estat d'Illinois. Segons el cens del 2000 tenia 1.265 habitants.

## Demografia
Segons el cens del 2000, Chatsworth tenia 1.265 habitants, 533 habitatges, i 338 famílies. La densitat de població era de 542,7 habitants/km².
Dels 533 habitatges en un 31% hi vivien nens de menys de 18 anys, en un 47,5% hi vivien parelles casades, en un 11,6% dones solteres, i en un 36,4% no eren unitats familiars. En el 33,6% dels habitatges hi vivien persones soles el 18,8% de les quals corresponia a persones de 65 anys o més que vivien soles. El nombre mitjà de persones vivint en cada habitatge era de 2,37 i el nombre mitjà de persones que vivien en cada família era de 2,99.
Per edats la població es repartia de la següent manera: un 27,7% tenia menys de 18 anys, un 6,7% entre 18 i 24, un 25,9% entre 25 i 44, un 22,2% de 45 a 60 i un 17,5% 65 anys o més.
L'edat mediana era de 39 anys. Per cada 100 dones de 18 o més anys hi havia 87,9 homes.
La renda mediana per habitatge era de 32.159 $ i la renda mediana per família de 42.679 $. Els homes tenien una renda mediana de 31.848 $ mentre que les dones 20.667 $. La renda per capita de la població era de 15.241 $. Aproximadament el 13% de les famílies i el 14,1% de la població estaven per davall del llindar de pobresa.

## Poblacions properes
El següent diagrama mostra les poblacions més properes.